# Phaeogenes nitidulator
Phaeogenes nitidulator là một loài tò vò trong họ Ichneumonidae.